# Twierdzenie Balcara-Franka
Twierdzenie Balcara-Franka – twierdzenie teorii algebr Boole’a mówiące, że każda nieprzeliczalna zupełna algebra Boole’a mocy {\displaystyle \kappa } zawiera zbiór niezależny mocy {\displaystyle \kappa .} Z twierdzenia Balcara-Franka wynika, że zupełne algebry Boole’a mocy {\displaystyle \kappa } mają dokładnie {\displaystyle 2^{\kappa }} ultrafiltrów.